# Филиппов, Владимир Николаевич (певец)
Влади́мир Никола́евич Фили́ппов (29 июня 1920, д. Кудрявцево, Московская область, РСФСР — 2 декабря 2004, Москва, Российская Федерация) — советский и российский оперный певец (бас). Солист Большого театра СССР в 1957—1984 гг. Участник Великой Отечественной войны. Заслуженный артист РСФСР (1976).

## Биография
Участник Великой Отечественной войны 1941—1944 гг.  С 1944 по 1946 г. курсант военного училища. Пел в ансамбле Уральского военного округа в 1946—1947 гг.  В 1954 г. окончил Московскую консерваторию им. П. И. Чайковского.  Солист Молотовского театра оперы и балета (Пермского театра оперы и балета)  в 1954 —1957 гг.  
В 1957—1984 солист Большого театра СССР. Среди партий: Собакин, Гудал, Кончак, Зарецкий, Бертран, Спарафучиле, Цунига, Светозар, Никитич, Бедяй, Фараон и др.  Помимо обширного оперного репертуара В.Н. Филиппов был прекрасным исполнителем вокально-камерного репертуара и народных песен.  
С сер. 1980-х гг. солист и певчий хора в Скорбященском храме на Ордынке под управлением знаменитого регента Н.В. Матвеева. 
Умер 2 декабря 2004 года. Похоронен на Ваганьковском кладбище.
Среди учеников оперный певец Николай Ефремов (баритон).

## Фото, аудио и видео материалы
- Фото из оперы Николая Римского-Корсакова «Царская невеста» — Собакин
- Фото из оперы Николая Римского-Корсакова «Царская невеста» — Собакин
- Фото «Аида» Дж. Верди — Фараон
- Фото «Игрок» Сергея Прокофьева — Длинный англичанин (на фото между Борисом Покровским и Галиной Вишневской)
- Фото «Мертвые души» Р. К. Щедрина — Мижуев
- 1961 — «Аида» Джузеппе Верди, дирижёр — Александр Мелик-Пашаев — Фараон, CD.
- 1963 — «Борис Годунов» М. П. Мусоргского, дирижёр Александр Мелик-Пашаев — пристав, Никитич, CD.
- 1964 — «Садко» Н. А. Римского-Корсакова, дирижёр Евгений Светланов — Фома Назарыч, CD.
- 1970 — «Царская невеста» Н. А. Римского-Корсакова, дирижёр Марк Эрмлер — Собакин, LP.
- 1971 — «Тоска» Джакомо Пуччини — дирижёр Марк Эрмлер — Шарроне, CD.
- 1974 — «Хованщина» М. П. Мусоргского, дирижёр Борис Хайкин — 1-й стрелец, CD.
- 1977 — «Каменный гость» А. С. Даргомыжского, дирижёр Марк Эрмлер — Монах, Статуя командора, DVD.
- 1977 — «Мёртвые души» Р. К. Щедрина, дирижёр Ю.Темирканов — Мижуев.
- 1978 — «Борис Годунов» М. П. Мусоргского, дирижёр Борис Хайкин — пристав, Никитич, DVD.
- 1982 — «Война и мир» С. С. Прокофьева, дирижёр Марк Эрмлер — камердинер Болконских, CD.